# Oligoneuriopsis elisabethae
Oligoneuriopsis elisabethae is een haft uit de familie Oligoneuriidae. De wetenschappelijke naam van de soort is voor het eerst geldig gepubliceerd in 1973 door Agnew.
De soort komt voor in het Afrotropisch gebied.